# Pseudo-démonstration d'égalité entre nombres
Le terme pseudo-démonstration d'égalité renvoie à l'apparente exactitude de démonstrations d'égalités qui à l'évidence sont fausses.
Nous nous contenterons ici de regarder le cas d'égalités entre nombres, et nous détaillerons différents vices parmi les plus répandus qui conduisent à ces erreurs. Les méthodes proposées dans cet article se veulent en outre les méthodes les plus courantes, les plus instructives, et dans la mesure du possible, les plus directes.

## Pseudo-démonstration via des identités remarquables et division par zéro

### Principe
Cette pseudo-démonstration s'appuie sur l'erreur suivante :
Déduire de {\displaystyle 0\times a=0\times b} que {\displaystyle a=b}.
Elle s'effectue généralement en deux étapes :
- former via une identité remarquable un produit dans les deux membres d'une égalité dont l'un des facteurs est nul ;
- via une division par zéro obtenir un résultat absurde.

À noter que suivant l'identité remarquable utilisée et la manière dont on s'y prend, on peut obtenir n'importe quelle égalité fausse.
Le jeu consiste surtout à dissimuler la division par zéro dans des opérations très compliquées impliquant un grand nombre d'inconnues, ce qui rend difficile l'identification de la ligne fausse de la démonstration.
Cette technique est notamment utilisée pour « démontrer » que 1 + 1 = 3 dans L'Encyclopédie du savoir relatif et absolu de Bernard Werber.

## Pseudo-démonstration via des équations et confusion entre condition nécessaire et suffisante

### Principe
Une autre pseudo-démonstration courante est de restreindre l'ensemble des solutions possibles d'une équation puis d'affirmer qu'un des éléments de l'ensemble est racine.
Elle se déroule ainsi :
- étude de l'équation (restriction de l'ensemble des solutions possibles à un faible nombre, une ou deux) ;
- affirmation de l'ensemble des solutions possibles comme ensemble des solutions ;
- test de l'une des supposées racines et résultat absurde.

## Pseudo-démonstration via des racines carrées non définies

### Principe
Il s'agit ici de l'erreur courante consistant à déduire de {\displaystyle a^{2}=b^{2}} que {\displaystyle a=b}, l'implication correcte étant de déduire de {\displaystyle a^{2}=b^{2}} que {\displaystyle |a|=|b|}, où |x| est la valeur absolue de x.
Deux étapes :
- écrire une égalité vraie entre carrés ;
- appliquer l'implication fausse en écrivant l'égalité sans les carrés (en invoquant une fonction racine carrée non définie, par exemple dans {\displaystyle \mathbb {C} }).

On peut généraliser ce principe aux exponentielles complexes en invoquant une fonction logarithme non définie dans l'ensemble de travail, par exemple {\displaystyle \mathbb {C} }. Les racines carrées s'écrivent {\displaystyle {\sqrt {z}}=\pm {\sqrt {|z|}}\exp \left(i{\tfrac {\arg z}{2}}\right)} dans ce dernier ensemble.

## Pseudo-démonstration via une sommation floue

### Principe
En écrivant une somme de manière floue, c’est-à-dire non pas de manière formelle :
{\displaystyle S=\sum _{k=1}^{n}k}
mais avec des points de suspensions :
{\displaystyle S=1+\ldots +n}
la variable muette de sommation (notée ici {\displaystyle k}) est véritablement passée sous silence et le manque de formalisme des points de suspensions sert à masquer l'erreur.
Méthodologie :
- faire des calculs sur une somme ;
- générer une erreur via l'ensemble de définition de la variable muette, autrement dit le nombre de termes ;
- aboutissement à un résultat absurde.

## Pseudo-démonstration via un changement de variable non licite lors d'une intégration

### Principe
Lorsque l'on effectue un changement de variable lors d'une intégration sur un segment, il suffit que le changement de variable soit un C1-difféomorphisme. Si le changement de variable est effectué trop hâtivement, il n'est pas rare de trouver un résultat absurde en fin d'intégration.
Démarche :
- calculer l'intégrale de manière correcte ;
- effectuer un changement de variable erroné ;
- confronter les deux résultats.